# Nirjara
Le Nirjara est la perte du karma dans le jaïnisme, une phase primordiale puisqu'elle amène au but de la vie: la libération, le moksha. Il existe différents moyens pour se brûler son karma; le nirjara qui fait partie des tattva c'est-à-dire de la Vérité spirituelle en est un. Il se décompose en perte active par les austérités et les pénitences, ou, en perte passive par le non apport de pensées aux fruits empoisonnés du karma, c'est-à-dire aux pensées ou aux actes passés.
Il s'agit alors d'un karma évaporé comme l'eau d'un étang. Les tapas, les prières, le jeûne sont des méthodes actives, s'inscrivant dans le chemin des Mahavratas à suivre quotidiennement pour le croyant. Le samvara est l'autre méthode pour stopper le flux et reflux créés par les pensées, fondements du karma. Toute cette théorie est expliquée dans le livre sacré dénommé: Tattvartha Sutra.